# Nanaysky (huyện)
Huyện Nanaysky (tiếng Nga: ? райо́н) là một huyện hành chính tự quản (raion), của Vùng Khabarovsk, Nga. Huyện có diện tích 27863 km², dân số thời điểm ngày 1 tháng 1 năm 2000 là 21600 người. Trung tâm của huyện đóng ở Troitskoye.